# BMS-906024
Il BMS-906024 è uno farmaco con struttura benzodiazepinica sviluppato dalla casa farmaceutica Bristol-Myers Squibb e presentato nella primavera 2013 durante l'American Chemical Society a New Orleans per il trattamento del cancro al seno, ai polmoni, al colon e alla leucemia. Il farmaco funziona come un inibitore di pan-Notch. La struttura fa parte di un insieme brevettato nel 2012, ed è in fase di studio.